# 霍普鎮區 (新澤西州)
霍普鎮區（英語：Hope Township）是位於美國新澤西州沃倫縣的一個鎮區。

## 地方資料
霍普鎮區的面積為47.38平方千米，當中陸地面積為46.83平方千米，而水域面積為0.55平方千米。根據2020年美國人口普查的數據，當地共有人口1835人，而人口密度為每平方千米38.73人。